# Samira Raïf
Samira Raif, née le 4 avril 1974 à Casablanca, est une athlète marocaine.

## Carrière
Aux Jeux panarabes de 1997 à Beyrouth, Samira Raif remporte la médaille d'or sur 1 500 mètres et la médaille d'argent sur 800 mètres. Elle obtient la même année la médaille d'argent sur 1 500 mètres aux Jeux méditerranéens à Bari.
Elle est médaillée d'argent du relais 4 × 400 mètres aux championnats d'Afrique d'athlétisme 2000 à Alger et médaillée d'argent du semi-marathon aux championnats panarabes d'athlétisme 2009 à Damas. En 2011, elle est médaillée de bronze du semi-marathon aux Jeux panarabes à Doha et remporte le marathon de São Paulo. Elle termine 73e du marathon féminin aux Jeux olympiques d'été de 2012 à Londres. Elle est à nouveau vainqueur du marathon de São Paulo en 2013.